# Aloe vanrooyenii
Aloe vanrooyenii ist eine Pflanzenart der Gattung der Aloen in der Unterfamilie der Affodillgewächse (Asphodeloideae). Das Artepitheton vanrooyenii ehrt den Südafrikaner Pieter van Rooyen, der eine weitere Untersuchung der Wildbestände der Art anregte.

## Beschreibung

### Vegetative Merkmale
Aloe vanrooyenii wächst stammlos oder selten sehr kurz stammbildend, ist einzeln oder verzweigt und bildet kleine Gruppen. Die Stämme erreichen eine Länge von bis zu 8 Zentimeter und sind mit toten Blättern bedeckt. Die ausgebreiteten, deltoid-lanzettlichen Laubblätter bilden dichte Rosetten mit welken Spitzen. Die Blattspreite ist 12 bis 15 Zentimeter lang und 6 bis 8 Zentimeter breit. Auf der glänzend blassgrünen Blattoberseite befinden sich weißliche Flecken, die häufig Querbänder bilden. Die Unterseite ist milchig grün und gestreift. Die stechenden, orangebraunen Zähne am weißlichen Blattrand sind 3 bis 4 Millimeter lang und stehen 3 bis 4 Millimeter voneinander entfernt.

### Blütenstände und Blüten
Der aufrechte Blütenstand weist ein bis zwei Zweige auf und erreicht eine Länge von 50 bis 80 Zentimeter. Der unterste Zweig ist nochmals verzweigt. Die lockeren, zylindrisch-konischen Trauben sind 25 bis 47 Zentimeter lang und 7 bis 9 Zentimeter breit. Die linealischen Brakteen weisen eine Länge von 8 bis 10 Millimeter auf. Die orangefarbenen oder roten, cremefarben gespitzten Blüten stehen an 8 bis 10 Millimeter langen Blütenstielen. Die Blüten sind 33 bis 38 Millimeter lang. Auf Höhe des Fruchtknotens weisen die Blüten einen Durchmesser von 8 bis 10 Millimeter auf. Darüber sind sie verengt und schließlich zur Mündung auf 8 Millimeter erweitert. Ihre äußeren Perigonblätter sind auf einer Länge von 8 bis 15 Millimetern nicht miteinander verwachsen. Die Staubblätter und der Griffel ragen kaum aus der Blüte heraus.

## Systematik und Verbreitung
Aloe vanrooyenii ist in der südafrikanischen Provinz KwaZulu-Natal in der Umgebung von Ladysmith in der Dornbuschsavanne verbreitet.
Die Erstbeschreibung durch Gideon F. Smith und Neil R. Crouch wurde 2006 veröffentlicht.

## Nachweise